# Batumibukten
Batumibukten (georgiska: ბათუმის ყურე, Batumis tjure) är en bukt i Georgien. Den ligger vid Svarta havets kust, vid staden Batumi i den autonoma republiken Adzjarien, i den västra delen av landet.